# 베우제츠 강제 수용소

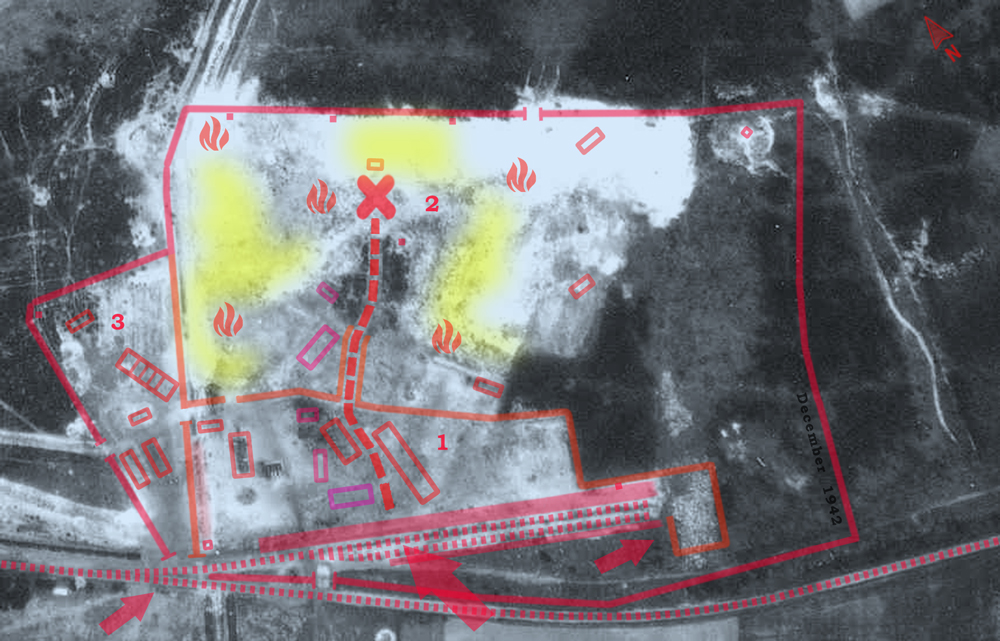
루프트바페가 1944년에 찍은 벨제츠 수용소 주변의 항공사진

베우제츠 강제 수용소(Belzec) 또는 베우즈쿠 강제 수용소(폴란드어: Bełżcu)는 나치 독일가 점령한 폴란드에 있던 절멸 수용소였다. 이 수용소는 모든 유럽 유대인 의 대량 학살하기 위해 SS가 건설했다. 이 수용소는 1942년 3월 17일부터 1943년 6월 말까지 운영되었다. 1943년 3월까지 5개의 야외 격자 에서 발굴된 시체를 태우고 뼈를 부수는 일이 계속되었다.
현재 박물관 - 베우제츠 기념관이라는 이름인 박물관으로 운영되고 있다.